# Franck Siegler
Franck Siegler, né le 19 septembre 1967 à Belfort, est un tueur en série et tueur multirécidiviste français.
Trois fois meurtrier, Siegler commet ses crimes entre 1986 et 2017, le faisant passer six fois devant la cour d'assises (1987, 2000, 2009, 2010, 2019 et 2021), dans quatre jugements différents (3 pour meurtres et 1 pour vol avec violence).
Délinquant à partir de 1980, il commet son premier meurtre le 12 février 1986, alors qu’il a 18 ans. Il est incarcéré et condamné, en 1987, à 10 ans de réclusion criminelle. C’est au cours de cette détention qu’il rencontre Robert Moris, avec qui il tuera de nouveau des années plus tard.
Libéré en 1993, Siegler récidive en 1998, en braquant un chauffeur de taxi. Incarcéré pour vol avec violence, il est de nouveau condamné, en 2000, à 10 ans de réclusion criminelle.
Bénéficiant d’une permission de sortie, le 13 mars 2007, il ne regagne pas la prison de Meaux et reprend contact avec Moris, avec qui il tue Philippe Vuillet, le 20 mars 2007. Siegler est arrêté le 5 avril 2007, lors d’un contrôle à Paris. Moris est arrêté deux jours plus tard. Ils sont incarcérés en se rejetant la faute.
Jugés en décembre 2009, Siegler et Moris sont condamnés à 30 ans de réclusion criminelle (assortis d’une période de sûreté de 20 ans pour Siegler). En appel, le 1er juillet 2010, Moris voit sa peine confirmée, tandis que Siegler est condamné à la réclusion criminelle à perpétuité.
Transféré à la prison de Vendin-le-Vieil, Siegler tue un codétenu, le 9 janvier 2017, en compagnie de Jonathan Fragnière, un voisin de cellule. En décembre 2019, Fragnière est condamné à 30 ans de réclusion criminelle, tandis que Siegler est condamné à la réclusion criminelle à perpétuité assortie d’une période de sûreté de 22 ans. En appel, le 2 avril 2021, ces peines sont confirmées.

## Biographie

### Jeunesse et délinquance
Franck Siegler naît le 19 septembre 1967, à Belfort (Territoire de Belfort),.
Il est le quatrième d’une fratrie de sept enfants et le seul garçon de celle-ci. Son père est chauffeur de poids lourds, souvent en déplacement dans le cadre de son métier, mais réputé alcoolique et violent, attachant Siegler à une laisse pour chien lors de contrariétés. Sa mère ne travaille pas et est dépourvue de relation avec lui. Lors de son enfance, il affirme à sa mère avoir été abusé sexuellement par son oncle maternel, mais celle-ci refuse de croire que son frère ait pu réaliser de tels actes.
En septembre 1980, lors de son entrée en classe de cinquième, Siegler commence à commettre des vols et divers petits délits. Il est alors âgé de 13 ans.
En 1981, alors qu’il a 14 ans, Siegler abandonne sa scolarité mais, incapable de trouver une certaine stabilité, sa mère le place en foyer. Il multiplie les séjours en foyers jusqu'en 1984 et enchaîne fugues, vols et petits délits, vivant ainsi comme un semi-vagabond.
En 1986, Siegler est hébergé par une femme, qui accepte de le loger.

### Premier meurtre et détention
Dans la nuit du 11 au 12 février 1986, Siegler passe la soirée au domicile de sa logeuse, en compagnie d’un jeune homme de 24 ans. Siegler devient rapidement violent lorsque le jeune homme lui fait des avances à caractère homosexuel. Enragé par ces avances, Siegler frappe violemment le jeune homme à l’aide d’une latte et l’étrangle à mort avec une écharpe. Ne sachant quoi faire du corps de sa victime, il décide de le monter au grenier et de le pendre à une poutre. Lorsque la logeuse de Siegler découvre le corps dans le grenier, celle-ci fait intervenir les gendarmes. L’autopsie réalisée conclue à un homicide, en raison des nombreuses plaies de la victime.
Mi-février 1986, Siegler, 18 ans, est placé en garde à vue, dans le cadre de cette affaire. Il reconnaît rapidement avoir tué sa victime en réponse aux avances sexuelles qu'il lui a faites. Il affirme avoir alors perdu tout contrôle, calquant en cela sa défense sur le modèle classique évoqué par de nombreux assassins homophobes. Siegler est inculpé pour meurtre et placé en détention provisoire à la Maison d'arrêt de Besançon.
L’enquête accrédite pour partie la version de Siegler, la victime étant ouvertement homosexuelle. En détention, Siegler est examiné par des experts, qui concluent à une intolérance à la frustration expliquant son recours à la violence, mais le jugent responsable de ses actes, notamment pour avoir voulu cacher l’existence de son crime et camouflé celui-ci en suicide.
Siegler comparaît en 1987, devant le Cour d’assises de Besançon. Il est alors âgé de 20 ans. Lors de son procès, Siegler réitère ses aveux, déclarant avoir tué sa victime en raison des avances sexuelles qu'il lui avait faites et explique ainsi sa perte de contrôle. Au terme de son jugement, Siegler est condamné à 10 ans de réclusion criminelle,,,.
Du 4 au 5 décembre 1987, la Maison d'arrêt de Besançon fait l’objet d’une mutinerie, dans laquelle Siegler participe à la dégradation d’installations électriques ainsi qu'aux lavabos de la prison. A l’issue de cette mutinerie, à 3 heures du matin, 18 détenus sont inculpés de séquestration, pour sept d’entre eux, et dégradation pour les autres, y compris Siegler,.
Le 2 juin 1988, Franck Siegler, 20 ans, Patrick Turillon, 26 ans, Serge Caujolle-Bert, 26 ans, Lezhar Hakkar, 24 ans, Mustafa Naamoune, 27 ans, Stéphane Métayer, 22 ans, et Abdelkader Adjadj, 24 ans, comparaissent devant le tribunal correctionnel de Besançon pour dégradations. Ils sont condamnés à quatre mois de prison supplémentaires.
Au début des années 1990, Siegler est transféré à la Maison centrale d'Ensisheim, où il fait la connaissance de Robert Moris, un détenu de presque 13 ans son aîné. Moris est incarcéré depuis 1984 et purge une peine de 18 ans de réclusion criminelle pour meurtre. Les deux codétenus se lient rapidement d’amitié, notamment en raison de leur haine de l’homosexualité qui les a amenés à tuer,,.

### Libération et ré-incarcérations
Siegler est libéré en 1993, après 7 ans de détention. À la suite de sa sortie de prison, Siegler rencontre sa future compagne et devient père d'une fille. Il garde brièvement contact avec Moris, mais le perd de vue lorsque celui-ci sort de prison en 1995,.
En 1994, Siegler est de nouveau arrêté pour vol et placé en détention provisoire. Le tribunal correctionnel le condamne, en 1995, à un an de prison ferme. Après quelques mois de détention, il bénéficie d'une permission de sortie, mais ne réintègre pas la maison d'arrêt. Au bout de quelques jours, Siegler est finalement repéré et arrêté. Il est mis en examen pour évasion puis de nouveau placé en détention provisoire.
Incarcéré à la Maison d'arrêt de Reims, Siegler tente de s'y évader, dans la nuit du 22 au 23 juin 1995, en compagnie de deux autres détenus, Djamel Hamloud et Thierry Vérin. Ils sont finalement repérés et maîtrisés par les gardiens. Tous trois sont mis en examen pour tentative d'évasion. Ils comparaissent, en mai 1996, devant le tribunal correctionnel de Reims. Siegler est condamné à un an de prison supplémentaire, tandis que Halmoud et Vérin écopent de trois et quatre mois de prison. Cette même année, Siegler comparaît pour son évasion et écope de trois ans de prison ferme.
Siegler est libéré en 1998, après avoir purgé sa peine, et retourne vivre avec sa compagne et sa fille. Il a pour ambition de voyager en Espagne mais, en raison de leurs faibles revenus, le couple doit y renoncer.

### Affaire de braquage et incarcération
Le 21 septembre 1998, Siegler s’introduit au domicile du père d’une amie, chauffeur de taxi, qu’il gaze à l’aide d’une bombe lacrymogène, avant de le braquer et de lui voler ses papiers et sa voiture. Le chauffeur porte plainte contre Siegler, qui a pris la fuite. Après une cavale de deux mois, Siegler est arrêté lors d'un contrôle routier, en novembre 1998, alors qu'il tente de se rendre en Espagne. Placé en garde à vue, il reconnaît les faits et justifie son geste par son impécuniosité et son désir de voyager en Espagne. Il est mis en examen pour vol à main armée, violences, violation de domicile et dégradations, puis placé en détention provisoire,,.
Siegler comparaît, en 2000, devant la Cour d’assises pour attaque à main armée, violation de domicile et dégradations, commises en état de récidive. Il est une nouvelle fois condamné à 10 ans de réclusion criminelle,,,.
Siegler tente par deux fois de s’évader, en 2000 et 2001, mais échoue chaque fois et se voit condamné à plusieurs mois supplémentaires. Il entame par la suite une grève de la faim, sans plus de succès. Après ces tentatives avortées, il s'assagit et accomplit sa peine jusqu'à son terme,.
En novembre 2006, il est transféré au Centre pénitentiaire de Meaux-Chauconin-Neufmontiers, où il surprend par son comportement exemplaire.

### Permission de sortie, deuxième meurtre et cavale
Siegler sort de prison, le 13 mars 2007, bénéficiant d’une permission de sortie d’une journée pour voir sa compagne et sa fille. Censé regagner la Prison de Meaux le soir même, il manque à cette obligation,,,,.
Il rejoint Paris, avant de partir pour Belfort en train. Il est verbalisé pour défaut de titre de transport le lendemain. La fuite de Siegler n’est pas révélée tout de suite mais, en raison de sa dangerosité, un avis de recherche est publié le 16 mars 2007,,.
Le 17 mars 2007, Siegler reprend contact avec Moris, l'appelant d’une cabine téléphonique de Mulhouse. Prétendant avoir été dépouillé de ses papiers, Siegler dit avoir besoin d’un logement pour les trois prochains jours, en échange d’un travail en Espagne. Convaincu de la bonne foi de son ami de longue date, Moris accepte de l’héberger. Les deux hommes se retrouvent le jour même au domicile de Moris à Reguisheim,,.
Le 19 mars 2007, Siegler rencontre Philippe Vuillet, 33 ans, alors que les deux hommes boivent un café chez Moris. Y voyant l'occasion de se procurer des papiers d’identité pour assurer sa cavale, Siegler projette de tuer Vuillet,.
Dans l’après-midi du 20 mars 2007, Siegler, Moris et Vuillet se retrouvent au domicile de Moris. Alors que Moris part faire des courses, Siegler reste seul avec Vuillet et en profite pour mettre des médicaments dans le verre de Vuillet. Au retour de Moris, Vuillet fait un malaise. Siegler se saisit alors d’une bombe lacrymogène, gaze Vuillet puis le ligote à l’aide de sa ceinture. Apeuré, Moris tente de maîtriser Siegler, qui prétend alors donner une correction à Vuillet, affirmant que celui-ci lui a avoué être pédophile. Les deux hommes chargent Vuillet dans sa voiture, avant de s’arrêter dans un bois d’Ensisheim. Siegler sort Vuillet de la voiture, le frappe à coups de manivelle puis l’étrangle à mort, avant de l’attacher à un arbre. Moris et Siegler quittent ensuite les lieux,,.
Siegler et Moris prennent la direction de Belfort mais, le 21 mars 2007, Siegler abandonne son ami, le laissant seul. Moris appel alors un ami, qui le reconduit chez lui le soir même. Siegler, poursuit sa cavale, mais tombe en panne le 23 mars 2007.
Le 24 mars 2007, Siegler se rend au domicile de Sylvie, la compagne de Philippe, et lui vole sa voiture. Sylvie porte plainte contre son compagnon, dont la disparition n’est pour l'instant pas prise au sérieux, pour vol de voiture. Siegler parvient à trouver le numéro de téléphone de Sylvie et l'appelle depuis une cabine téléphonique, le 26 mars 2007, lui ordonnant d’arrêter de chercher Vuillet. Cet appel marque le début d’une enquête pour vol de voiture,.
Au cours de sa cavale, Siegler téléphone à sa compagne. Il ignore cependant que Vuillet est recherché.
Le 4 avril 2007, Siegler va consulter, sous le nom de Vuillet, le médecin qu'il fréquentait à la maison centrale de Château-Thierry.

### Arrestation et incarcération
Siegler est arrêté, le 5 avril 2007, lors d’un contrôle de véhicules en infraction de stationnement en plein Paris. Se faisant passer pour Vuillet, Siegler est placé en garde à vue et affirme avoir quitté Sylvie en raison d’une relation et de rumeurs de pédophilie à son égard. Suspecté de vol de voiture, on prélève son ADN, qui est passé au Fichier national automatisé des empreintes génétiques. Les résultats tombent rapidement, l’ADN du gardé à vue étant celui de Franck Siegler, 39 ans, recherché à la suite de son évasion. Questionné sur la possession des papiers de Vuillet, Siegler affirme que Moris les lui a donnés après avoir tué Vuillet. Au terme de sa garde à vue, Siegler est mis en examen pour évasion, usurpation d’identité et vol de voiture puis placé en détention provisoire à la Maison d’arrêt de Fresnes. Il n’est pas poursuivi pour meurtre, les preuves étant encore insuffisantes,,.
Moris est interpellé le 7 avril 2007, à son domicile, et placé en garde à vue à son tour. Il avoue rapidement sa participation au meurtre de Vuillet, mais affirme que Siegler est le seul responsable. Face aux gendarmes, Moris donne l’emplacement du corps de Vuillet, qui est retrouvé sur ses indications dans un bois d’Ensisheim. Mis en examen pour meurtre en état de « récidive légale » et commis avec préméditation, Moris est placé en détention provisoire. Quelques jours plus tard, Siegler est mis en examen pour ces mêmes faits,.
L’autopsie réalisée démontre que Vuillet a été battu avant d’être étranglé. Les traces d'ADN, relevées sur la scène de crime, appartiennent à Siegler et Vuillet, accréditant la version de Moris dans laquelle il affirme que seul Siegler a tué Vuillet. Outre cela, la mise en scène du corps de la victime présente des similitudes avec le premier meurtre de Siegler, en 1986, faisant penser à la signature d’un tueur en série après chaque meurtre. Le mobile du crime, en revanche, se résume à la nécessité pour Siegler de se procurer des papiers d’identité pour sa cavale. Le fait qu’il ait contacté Moris semble lié à l'intention de Siegler de s’exonérer de sa responsabilité en chargeant son complice à sa place. Tous deux se rejettent mutuellement la faute,.
L’expertise psychiatrique ne relève aucune pathologie mentale chez les deux mis en cause. Siegler est qualifié de personnalité violente, manipulatrice, très intolérante à certains propos et capable de tuer pour « faire justice ». À l’isolement, il est également qualifié de mythomane, après avoir reconnu une vingtaine de meurtres avant de se rétracter. Moris, quant à lui, est qualifié de personnalité intolérante à l’homosexualité avec une propension à minimiser sa responsabilité,,,.

### Jugement de l’affaire Vuilletet détention
Le 7 décembre 2009, débute le procès de Siegler et Moris, devant la Cour d’assises de Colmar (Haut-Rhin). Ils sont alors âgés de 42 et 55 ans,.
À leur arrivée dans le box, Siegler présente bien, tandis que Moris apparaît plus grossier et maladroit. Lors du procès, les deux accusés se rejettent toujours la faute, laissant un doute quant à celui qui a porté les coups mortels. Siegler reconnaît avoir aidé Moris à étrangler Vuillet, mais nie avoir porté les coups de manivelle. De son côté, Moris affirme ne pas avoir « touché un cheveu » de Vuillet.
À la barre, Siegler est décrit comme un manipulateur s’étant réfugié dans le crime et représentant un risque élevé de récidive. Moris, quant à lui, n’est pas estimé présenter le même risque, n'ayant pas commis de crime entre sa libération, en 1995, et l’assassinat de Vuillet, en 2007, en dépit de ses multiples condamnations entre 1975 et 1987 .
Le 9 décembre 2009, Siegler est condamné à 30 ans de réclusion criminelle, assortis d’une période de sûreté de 20 ans. Moris est également condamné à 30 ans de réclusion criminelle, mais sans période de sûreté. Les condamnés interjettent appel de ce jugement,.
Siegler comparaît, le 16 juin 2010, devant le tribunal correctionnel de Meaux, pour son évasion du Centre pénitentiaire de Meaux-Chauconin-Neufmontiers. Il est condamné à un an de prison ferme pour ces faits.
Le 28 juin 2010, débute le procès en appel de Siegler et Moris, devant la Cour d’assises de Strasbourg (Bas-Rhin).
Lors de ce procès, la personnalité de Moris est mieux établie qu’en première instance, celui-ci étant décrit comme serviable, honnête, courageux et intolérant à l'inaction. À la barre, l’épouse de Moris explique que celui-ci lui avait confié que Vuillet venait trop souvent chez lui. Elle est également persuadée que Siegler a exercé une influence sur Moris dans le meurtre de Vuillet. Siegler, quant à lui, reste sur ses positions, conformément au premier procès, accusant Moris d’avoir porté les coups de manivelle et prétend n'avoir fait qu'aider à étrangler Vuillet. Le procès est également marqué par la pression ressentie par les deux accusés, Moris perdant patience et tentant de tordre le micro,,,.
Le 1er juillet 2010, Moris est de nouveau condamné à 30 ans de réclusion criminelle, tandis que Siegler est condamné à la réclusion criminelle à perpétuité.
Siegler est incarcéré au Centre pénitentiaire d'Einsisheim, avant d’être transféré à la Maison centrale de Clairvaux où, en 2016, il est surpris par un surveillant en possession de matériel informatique. Furieux contre lui, Siegler le menace de mort. Il est mis en examen pour ces faits.
En septembre 2016, Siegler est transféré au Centre pénitentiaire de Vendin-le-Vieil. Il conteste fermement cette décision et menace de tuer un codétenu s’il n’est pas transféré ailleurs,.

### Troisième meurtre en détention et autres démêlés
Le 9 janvier 2017, Siegler, 49 ans, se rend au point-phone de la Prison de Vendin-le-Vieil, un lacet à la main, pour téléphoner à des proches, selon lui. À ce même moment, Jonathan Fragnière, un détenu de 28 ans incarcéré depuis juillet 2012 pour tentative de meurtre aggravée, se rend dans la cellule de Geoffrey Debouver, autre détenu de 27 ans, laissant la porte de celle-ci ouverte. Profitant de cet accès, Siegler entre dans la cellule, se jette sur Debouver, lui fracasse le crâne et l’étrangle à mort, à l’aide du lacet de sa chaussure. Les surveillants pénitentiaires alertent immédiatement les secours, mais ceux-ci ne peuvent réanimer la victime. L’autopsie réalisée conclut à un déchaînement rapide de violence,,,,,.
Siegler et Fragnière sont placés en garde à vue, dans le cadre de cette affaire. Seul Siegler reconnaît avoir porté les coups à l’encontre de Devouber. Fragnière, quant à lui, nie toute participation au crime. Au terme de leur garde à vue, Siegler et Fragnière sont mis en examen pour assassinat en état de « récidive légale ». Les deux détenus sont transférés dans un autre établissement pénitentiaire,,,,.
L’enquête concernant le crime conclut à l’assassinat, des éléments attestant une préparation du crime. Le fait que Siegler ait tenu un lacet de chaussure à la main, alors qu’il affirmait vouloir téléphoner, accrédite la thèse de la préméditation. En outre, il avait annoncé à maintes reprises qu’il tuerait quelqu’un pour être transféré dans une autre prison. Fragnière, quant à lui, n’a pas porté les coups mortels mais, parce qu'il a passivement assisté au crime, il est poursuivi pour complicité d’assassinat,,.
Transféré au Centre pénitentiaire de Condé-sur-Sarthe, Siegler menace de mort un surveillant, en 2018, et saccage son espace de détention. Le juge Éric Martin le met en examen pour menaces de mort et dégradations.
En juin 2019, Siegler appelle un surveillant par l’interphone de sa cellule, lui stipulant qu’il aurait tué les surveillants s’il en avait eu l’occasion, lors d'une précédente prise d’otages, perpétrée le 5 mars 2019. Il est de nouveau mis en examen pour menaces de mort.
Le 4 septembre 2019, Siegler met le feu à sa cellule. L'incendie maîtrisé, il insulte les surveillants de la prison et les menace de mort. Mis en examen pour dégradations, il écope de 2 ans de prison supplémentaires.
Il comparaît de nouveau, le 10 octobre 2019, devant le tribunal correctionnel d’Alençon, pour dégradations et menaces de mort, commises en 2016, 2018 et 2019. Il ne reste qu’un bref instant dans le box, avant d’être expulsé pour avoir refusé de répondre au Juge Martin. Pour ces faits, Siegler est condamné à 16 mois de prison supplémentaires. Ce jugement, concernant les dégradations de Siegler, lui vaut de voir comparer sa cellule à Beyrouth,.

### Jugement dans l’affaire Debouver
Le 9 décembre 2019, débute le procès de Siegler et Fragnière, devant la Cour d’assises de Saint-Omer (Pas-de-Calais), pour l’assassinat de Debouver. Ils ont alors 52 et 31 ans.

Lors du procès, seul Fragnière est présent, Siegler refusant de comparaître. À la barre, sont évoquées les déclarations faites par Siegler avant le crime, concernant son intention d'obtenir son transfert. De son côté, Fragnière nie toute intention meurtrière à l'égard de Debouver. L’avocate des parties civiles, Me Carine Delaby-Faure, déplore que l'administration pénitentiaire soit « en partie responsable du drame », évoquant des « défaillances graves »,.

« L'auteur de la strangulation avait réédité dans le bureau de la direction ses menaces une demi-heure avant son passage à l'acte. Tous les voyants étaient au rouge, les menaces successives de Franck Siegler n'ont pas été prises en considération »

— Me Carine Delaby-Faure
Le 11 décembre 2019, Siegler est condamné à la réclusion criminelle à perpétuité, assortie d’une période de sûreté de 22 ans. Fragnière est condamné à 30 ans de réclusion criminelle. Ils interjettent appel de cette décision,,,,.
Le 30 mars 2021, débute le procès en appel de Siegler et Fragnière, devant la Cour d’assises de Douai (Nord),,.
Contrairement au procès de première instance, Siegler et Fragnière sont tous deux présents dans le box. Lorsqu’il prend la parole, Siegler présente ses excuses à la famille de Devouber, expliquant qu’il n’aurait jamais dû tuer son codétenu, mais rejette la responsabilité sur l’administration pénitentiaire, sourde à ses menaces répétées de passage à l’acte. Il détourne même le regard devant les photos de la scène de crime. De son côté, Fragnière, qui avait toujours nié son implication dans l’assassinat, reconnaît finalement sa participation. Cette déclaration provoque la colère de Siegler, qui affirme que le crime a été bien été organisé par Fragnière et lui,,,,,.
Le 2 avril 2021, Siegler est de nouveau condamné à la réclusion criminelle à perpétuité, assortie d’une période de sûreté de 22 ans. Fragnière voit également sa peine de 30 ans de réclusion criminelle confirmée.

### Affaire de fouilles au Centre pénitentiaire de Condé-sur-Sarthe
Siegler porte également plainte contre l'administration pénitentiaire, en décembre 2020, pour quatorze fouilles effectuées dans sa cellule, qu'il juge illégales. Elles ont été réalisées, entre avril 2018 et juillet 2020, au Centre pénitentiaire de Condé-sur-Sarthe,.
Le 9 décembre 2022, le tribunal administratif de Caen estime que cinq des fouilles n’ont pas été réalisées légalement et condamne l'État à verser 500 € à Siegler. Les neuf autres fouilles ne font l’objet d’aucune condamnation de l’État, celles-ci étant motivées par la dégradation d’une plaque en vitrocéramique, suspicion de possession d’une arme artisanale, prévention du risque suicidaire, dépôt de bris de verre et d'un manche en métal aiguisé ainsi que des menaces de mettre le feu à sa cellule.
Le 30 mai 2024, le Conseil d'État infirme la décision, rejetant la demande d'indemnité de Siegler.

## Allégations de meurtres en série
En mars 2008, alors qu’il est en détention provisoire pour l’assassinat de Philippe Vuillet, Siegler envoie une lettre au Juge d’instruction, disant vouloir lui parler de l’assassinat de Vuillet, prétendant ensuite aux cours d'une digression avoir commis plus d'une vingtaines de meurtres. Il se rétractera dans un courrier suivant. Ces aveux non corroborés évoquent évidemment les faux aveux d’Henry Lee Lucas, dans les années 1980, qui avaient pour but de le faire passer pour le pire tueur en série de son pays,,.
On peut aussi comparer Siegler à Lucas pour sa capacité à tuer sur une simple pulsion sadique, en plus de son désir d'être perçu comme un criminel d'exception. Il a parfois été, comme lui, qualifié de « serial menteur »,,.